# إميل هينريتش ماير
إميل هينريتش ماير (بالألمانية: Emil Heinrich Meyer)‏ هو مصرفي وشخصية أعمال ألماني، ولد في 6 مايو 1886 في فيسبادن في ألمانيا، وتوفي في 9 مايو 1945 في برلين في ألمانيا.